# Trichoniscoides pseudomixtus
Trichoniscoides pseudomixtus là một loài chân đều trong họ Trichoniscidae. Loài này được Arcangeli miêu tả khoa học năm 1935.